# مسابقات قهرمانی بوکس آماتوری آسیا ۱۹۹۷
نوزدهمین دوره مسابقات قهرمانی بوکس آماتوری آسیا در اوت ۱۹۹۷ تالار نگارای شهر در کوالا لامپور، مالزی با حضور ۱۸ کشور برگزار شد.

## جدول مدالی
| رتبه           | کشور           | طلا | نقره | برنز | مجموع |
| -------------- | -------------- | --- | ---- | ---- | ----- |
| ۱              | تایلند         | ۴   | ۰    | ۰    | ۴     |
| ۲              | ایران          | ۳   | ۲    | ۰    | ۵     |
| ۳              | ازبکستان       | ۳   | ۱    | ۰    | ۴     |
| ۴              | قزاقستان       | ۲   | ۲    | ۰    | ۴     |
| ۵              | قرقیزستان      | ۰   | ۱    | ۰    | ۱     |
| ۵              | هند            | ۰   | ۱    | ۰    | ۱     |
| مجموع (۶ کشور) | مجموع (۶ کشور) | ۱۲  | ۷    | ۰    | ۱۹    |

## نتایج بوکسورهای ایران
- ۴۸ کیلوگرم: مرتضی یعقوب لو با قبول شکست در مبارزه اول، حذف شد.
- ۵۱کیلوگرم: محمد رحیم رحیمی در نخستین دیدار خود به حریفی از کره جنوبی باخت و از ادامه راه بازماند.
- ۵۴کیلوگرم: اکبر احدی به مدال نقره دست یافت.
- ۵۷کیلوگرم: بیژن باتمانی به مدال نقره دست یافت.
- ۶۰کیلوگرم: حسن مرادنژاد در نخستین دیدار با قبول شکست در مقابل بوکسور قرقیزستانی حذف شد.
- ۶۳٫۵کیلوگرم: بابک مقیمی با پیروزی بر حریفانی از هند، ترکمنستان، ازبکستان و قرقیزستان به مدال طلا دست یافت.
- ۶۷کیلوگرم: انوشیروان نوریان پس از پیروزی بر بوکسوری از قرقیزستان با شکست در دور دوم حذف شد.
- ۷۱کیلوگرم: اسفندیار محمدی با کسب پیروزی بر حریفانی از قزاقستان، تایوان و ازبکستان قهرمان آسیا شد وعنوان فنی ترین مشتزن این دوره از مسابقات انتخاب شد
- ۷۵کیلوگرم: جمال صنعتی در دور اول به بوکسور ازبک ۱۱–۱۷ باخت و حذف شد.
- ۸۱کیلوگرم: ابراهیم موسوی در دور اول استراحت کرد و در دور دوم به بوکسور ازبکستانی باخت و حذف شد.
- ۹۱کیلوگرم: بهمن عزیزپور در دور اول به حریف ازبکستانی خود باخت و از ادامه مسابقات بازماند.
- ۹۱+کیلوگرم: محمدرضا صمدی با پیروزی در تمامی مبارزات خود به مدال طلا رسید.